# Hausruck
Hausruck este un lanț deluros situat în regiunea prealpină din Austria. El are o lungime de 30 km, vârful lui cel mai înalt Göblberg are altitudinea de 801 m deasupra n.m..

## Date geografice
Dealurile au o pantă lină, de înălțime mijlocie, fiind împădurite cu molid, mai rar cu foioase ca stejar, fag. La poalele dealurilor sunt culturi agricole, pășuni naturale. Lanțul principal are înălțimi de 700 - 800. Principalele ape curgătoare din nord sunt: Waldzeller Ache, Oberach (Antiesen) și Antiesen care se varsă în Inn. La sud se află Trattnach și Weinbach care se varsă prin Innbach în Dunăre. La sud-est se află râurile Ottnanger Redlbach, Ampflwangbach, Frankenburger Redlbach și Fornacher Redlbach care prin Vöckla și Ager/Traun se varsă la fel în Dunăre. Pe când la sud-vest râul Schwemmbach prin Mattig se varsă în Inn. În regiune nu există lacuri, iar bălțile și iazurile sunt rare.

## Clima
Regiunea are o climă cu precipitații bogate 1200 mm/an. Temperatura medie anuală este între 7,6 - 7,8°C. Spre est crește cantitatea de precipitații și scade temeratura medie anuală, astfel pe versanții estici avem o climă aspră cu vânturi intense de 2–3 m/sec. mai ales primăvara și toamna.